# Charles Grandison Finney
Charles Grandison Finney (ur. 29 sierpnia 1792 w Warren, zm. 16 sierpnia 1875 w Oberlin) – amerykański kaznodzieja i lider Drugiego wielkiego przebudzenia. Kluczowa postać ewangelikalizmu. Przedstawiciel ruchu uświęceniowego zwracającego uwagę na konieczność osobistego nawrócenia i pobożnego życia. Chociaż z wyznania był prezbiterianinem, to jednak nie zgadzał się z doktryną starej szkoły kalwińskiej teologii i uważał ją za niebiblijną. Był zwolennikiem chrześcijańskiego perfekcjonizmu, pionierem reform społecznych na rzecz kobiet i czarnoskórej ludności. Był także religijnym pisarzem i prezesem w Oberlin College.
Za młodu był wolnomularzem. Porzucił masonerię po nawróceniu na chrześcijaństwo i uznał ją za antytezę chrześcijaństwa.

## Życiorys
Urodził się w mieście Warren w stanie Connecticut jako najmłodsze z siedmiorga dzieci prostych rolników. Nigdy nie uczęszczał do college'u, ale jego wysoka postura, przenikliwe oczy, muzyczne umiejętności i zdolności przywódcze zyskiwały mu uznanie wśród ludzi. Studiował i praktykował zawód prawnika, ale po dramatycznym doświadczeniu nawrócenia i przeżyciu chrztu w Duchu Świętym w Adams, w Nowym Jorku, zrezygnował z planu zostania prawnikiem aby głosić ewangelię. W wieku 29 lat studiował u George'a Washingtona Gale, aby stać się wyświęconym duchownym Kościoła Prezbiteriańskiego, choć już wtedy miał wiele wątpliwości na temat fundamentalnych doktryn nauczanych w tym Kościele.
W 1832 roku przeniósł się do Nowego Jorku, gdzie służył w Chatham Street Chapel, a później założył i głosił w Broadway Tabernakulum Broadway Tabernacle. W 1851–1866 był rektorem Oberlin College w Oberlin w Ohio, na którym w 1835 założył i prowadził wydział teologiczny.
W swoim życiu dwukrotnie owdowiał i trzykrotnie się żenił. Pierwszą żoną byłą Lydia Root Andrews (1804–1847), którą poślubił w 1824 r. W 1848 poślubił Elizabeth Ford Atkinson (1799–1863). W 1865 poślubił Rebecce Allen Rayl (1824–1907). Wszystkie trzy żony wspierały go w pracy ewangelizacyjnej, towarzysząc mu w podróżach. Miał sześcioro dzieci, których matką była jego pierwsza żona.

## Następcy
- Dwight L. Moody
- Billy Sunday
- Billy Graham